# 1. FFC Fortuna Dresden
Der 1. FFC Fortuna Dresden e. V. ist ein Frauenfußballverein aus Dresden. Der Verein entstand 2002 durch die Abspaltung der Frauenfußballmannschaften vom SV Fortuna Dresden-Rähnitz. Die erste Mannschaft spielt seit 2023 in der drittklassigen Regionalliga Nordost, nachdem sie in der vorherigen Spielzeit den sächsischen Landesmeistertitel errang und aufstieg.

## Geschichte
Im Jahre 1978 wurde als erster Vorläufer des 1. FFC die BSG LTA Dresden gegründet. Ihre Heimstätte lag an der Ludwig-Kossuth-Straße in Dresden-Rähnitz, und ihren Namen hatte diese Betriebssportgemeinschaft (BSG) von ihrem Trägerbetrieb, dem VEB Lufttechnische Anlagen (LTA) Dresden mit Sitz im Nachbarstadtteil Klotzsche. Schon frühzeitig etablierte sich eine Frauenfußballmannschaft, die 1992 in die Amateur-Oberliga Nordost aufstieg, aus der zwei Jahre später die Regionalliga Nordost hervorging.

Logo des Ursprungsvereins SV Fortuna Dresden-Rähnitz

Nach der ersten Oberliga-Spielzeit, in der die Mannschaft den SV Johannstadt 90 als bisher höchstplatziertes Frauenfußballteam Dresdens ablöste, erfolgte 1993 die Neugründung als Verein und die Umbenennung in SV Fortuna Dresden-Rähnitz. Seit dem Aufstieg 1992 bis zum Saisonende 2001/02 waren die Rähnitzerinnen immer unter den sechs besten Mannschaften der Liga. Die Spitzenplatzierung war Rang zwei in der Abschlusstabelle der Saison 1995/96. Im Jahre 2002 erfolgte die Ausgliederung der Fußballerinnen und die Neugründung als 1. FFC Fortuna Dresden-Rähnitz e. V. – diesen Namen behielt der Verein bis 2013. Nach der Saison 2003/04 musste die erste Mannschaft nach zwölfjähriger Zugehörigkeit aus der Regionalliga als siegloser Tabellenletzter mit nur neun Saisontoren, den wenigsten einer Mannschaft in der damaligen Ligageschichte, absteigen.
In der Landesliga Sachsen spielte sie konstant in den vorderen Tabellenregionen um den Wiederaufstieg in die Regionalliga, scheiterte aber nach den zwei Landesmeistertiteln in den Spielzeiten 2004/05 und 2005/06 jeweils in den Relegationsspielen. Mit dem Saisonbeginn 2006/07 startete ein systematischer Neuaufbau der Mannschaften. Die Saison 2008/09 schloss Fortuna Rähnitz als Landesmeister ab und setzte sich gegen den thüringischen Verein SV Hermsdorf in der anschließenden Relegation durch. Ab der Saison 2009/10 spielte Fortuna Dresden in der drittklassigen Regionalliga Nordost. In der ersten Regionalliga-Spielzeit belegte die Fortuna den neunten Platz.
Im Sommer 2009 ging der Verein eine Kooperation mit Dynamo Dresden ein. Zu Beginn der Saison 2009/10 legten die Fortuna-Mannschaften ihre traditionell blaue Spielkleidung ab, seither laufen sie in schwarz-gelben Dynamo-Trikots auf. Der 1. FFC Fortuna Dresden-Rähnitz strebte eine Mitgliedschaft als Verein im Verein Dynamo Dresden an. Die Mitglieder von Dynamo Dresden stimmten bei einer Versammlung im November 2011 gegen eine Verlängerung der Zusammenarbeit beider Vereine, die damit zum 30. November 2011 auslief. Die schwarz-gelbe Spielkleidung in den Dresdner Stadtfarben behielt Fortuna aber bei.
Die Mitgliederversammlung am 28. November 2012 beschloss die Ablegung des Namenszusatzes Rähnitz. Am 13. September 2013 erfolgte die abschließende Eintragung des neuen Namens im Registergericht des Amtsgerichts Dresden. Der Vereinsname lautet seither 1. FFC Fortuna Dresden e. V. Mit diesem Namen will sich der Verein für den Frauen- und Mädchenfußball in der Landeshauptstadt Dresden positionieren und sich nunmehr auch dem Namen nach als ein „Verein mitten in Dresden“ zeigen.
In den Spielzeiten 2012/13, 2013/14 und 2014/15 erreichte die erste Mannschaft jeweils den sechsten Platz. In der Saison 2015/16 verzeichnete das Team sieben Neuzugänge, konnte aber am Ende durch permanente Ausfälle von Stammspielerinnen davon nicht profitieren. So kam die Fortuna nur auf Tabellenplatz acht und erreichte damit das zweitschlechteste Ergebnis nach dem Aufstieg. Dafür lief es im Landespokal 2015/16 und in der Landesmeisterschaft im Futsal hervorragend, beide Titel gingen an Fortuna Dresden. Mit dem Sieg im Landespokal waren die Fortunen für den DFB-Pokal-Wettbewerb qualifiziert. Sie erreichten dort als erste Dresdner Frauenfußballmannschaft die zweite Runde. Vor 1052 Zuschauern, ebenfalls bis dato einmalig in der Geschichte des Dresdner Frauenfußballs, spielte der 1. FFC Fortuna Dresden am 9. Oktober 2016 gegen den mehrfachen deutschen Meister und Champions-League-Sieger VfL Wolfsburg. Die Partie ging zwar 0:9 verloren, war aber eine Werbung für den Frauenfußball in der Region und ein Höhepunkt in der Klubgeschichte.
Im Sommer 2018 meldeten sich sieben Spielerinnen ab. Seit dem 7. Oktober 2018 ist Steve Maschik neuer Trainer. Die Mannschaft schaffte unter dem neuen Cheftrainer in der Saison 2018/19 nur einem Sieg und einem Unentschieden aus 22 Ligaspielen. Damit konnte der Abstieg in die Landesliga Sachsen nicht verhindert werden. Maschik übernahm den Neuaufbau einer jungen Fortuna-Mannschaft in der Landesliga Sachsen, mit Spielerinnen aus dem eigenen Nachwuchs. Die Saison 2019/20 wurde, wegen der COVID-19-Pandemie, nur als „einfache Runde“ gespielt und Fortuna belegte Platz 4. Auch die Saison 2020/21 musste wegen der Pandemie abgebrochen werden, Fortuna wurde nach Anwendung der Quotientenregel inoffizieller Sachsenmeister. Mit einer jungen aber spielstarken Mannschaft sicherte sich Fortuna 2021/22 souverän den Titel Sachsenmeister, verzichtete aber wiederum auf den Aufstieg in die Regionalliga.
Mit dem Ziel Meisterschaft und Aufstieg in die Regionalliga startete Fortuna in die Saison 2022/23. Trotz sieben Punkten Rückstand auf den Chemnitzer FC zur Winterpause, gelang es den Fortuna-Damen ihre Ziele zu erreichen. Nach 20 Spielen stand die Mannschaft in der Landesliga Sachsen wieder ganz oben und hatte sogar noch reichlich Vorsprung auf die Verfolger vom Chemnitzer FC und Erzgebirge Aue. In den Aufstiegsspielen zur Regionalliga Nordost setzte sich Fortuna souverän gegen den SV BW Berolina Mitte 49 (2:1) und die HSG Warnemünde (7:2) durch. Seit 2023/24 spielt der 1. FFC Fortuna Dresden wieder in der dritthöchsten Spielklasse, die Regionalliga Nordost.

## Personalien
- Julia Arnold, bis 2006 Juniorenspielerin von Fortuna Rähnitz
- Sylvia Arnold, bis 2006 Juniorenspielerin von Fortuna Rähnitz
- Luise Broedner, seit 2008, Nationalspielerin Deutscher Gehörlosenverband
- Marie-Kristin von Carlsburg, bis 2012 Juniorenspielerin von Fortuna Rähnitz
- Marie-Louise Eta (geb. Bagehorn), 2002 bis 2005 Juniorenspielerin von Fortuna Rähnitz
- Anna-Sophie Gleisberg, bis 2013 Juniorenspielerin von Fortuna Rähnitz
- Janine Partzsch, bis 2000 Juniorenspielerin von Fortuna Rähnitz
- Anne Pochert, bis 2004 Juniorenspielerin von Fortuna Rähnitz
- Kathleen Seifert, seit 2008, bis 2013 Nationalspielerin Deutscher Gehörlosenverband
- Anna Weiß, bis 2014 Juniorenspielerin von Fortuna Dresden
- Carolin-Sophie Härling, 2015 bis 2018 Spielerin von Fortuna Dresden

## Erfolge
- Einzug in die 2. Runde des DFB-Pokals 2016/17
- Vizemeister Regionalliga Nordost: 1996 als SV Fortuna Rähnitz
- Landesmeister Sachsen (7×): 1992 als LTA Dresden, 2005, 2006, 2009 jeweils als 1. FFC Fortuna Rähnitz, 2022, 2023 als 1. FFC Fortuna Dresden
- Landespokalsieger Sachsen (9×): 1992, 1993 jeweils als LTA Dresden, 1994, 1996, 1997 jeweils als SV Fortuna Rähnitz, 2013 als 1. FFC Fortuna Rähnitz, 2016, 2017, 2018 als 1. FFC Fortuna Dresden
- B-Jugend-Landesmeister Sachsen (5×): 2012, 2013 jeweils als 1. FFC Fortuna Rähnitz, 2014, 2015, 2025 jeweils als 1. FFC Fortuna Dresden
- Auszeichnung der B-Jugend durch die Sportjugend Dresden als Jugendmannschaft des Jahres 2015
- Auszeichnung „Das grüne Band“ 2016, bedeutender Nachwuchsleistungssportpreis
- Auszeichnung „Verein des Jahres“ 2023, bedeutender Sportförderpreis in der Landeshauptstadt Dresden

## Mannschaften
- Erwachsene:
  - 1. Mannschaft: Regionalliga Nordost
  - 2. Mannschaft: Landesliga Sachsen

- Nachwuchs (Verein ist in allen Altersklassen vertreten):
  - B-Juniorinnen (ab 14 Jahre): Landesliga Sachsen
  - C-Juniorinnen (ab 12 Jahre): Landesklasse Ost/West Sachsen
  - D-Juniorinnen (ab 10 Jahre)
  - E/F-Juniorinnen (ab 7 Jahre)